# Roman Armknecht
Roman Karol Armknecht (ur. 1 września 1934 w Bydgoszczy, zm. 5 listopada 2017 tamże) – polski piłkarz grający na pozycji napastnika oraz pomocnika. W najwyższej klasie rozgrywkowej rozegrał 90 spotkań, zdobywając 25 bramek. 

## Życiorys
Był tokarzem w Zakładach Radiowych „Eltra”. Karierę zawodniczą zaczynał w Brdzie Bydgoszcz, w której barwach występował w latach 1946–1957. Następnie w latach 1958–1965 był zawodnikiem Polonii Bydgoszcz, gdzie tworzył znany duet snajperski z Marianem Norkowskim odnotowując 25 bramek w najwyższej klasy rozgrywkowej. W latach 1965–1969 był zawodnikiem Zawiszy Bydgoszcz, gdzie rozegrał 121 meczów, strzelając 10 bramek w spotkaniach ligowych, z których 48 meczów rozegrał na poziomie najwyższej klasy rozgrywkowej strzelając 5 bramek, a pozostałe 73 mecze, w których odnotował 5 bramek, rozegrał na poziomie ówczesnej II ligi. Po raz ostatni zagrał w barwach Zawiszy 16 listopada 1969 r. (1/16 Pucharu Polski z Wartą Poznań).
W dorobku miał również 6 spotkań rozegranych w ramach Pucharu Polski oraz występ w meczu reprezentacji Polski „B” (Polska - Węgry). Od 1970 do zakończenia kariery zawodniczej reprezentował jeszcze barwy Chemika Bydgoszcz, z którym wywalczył awans do ligi okręgowej. Roman Armknecht został wyróżniony Brązową Honorową Odznaką Działacza WKS Zawisza.